# Gad Norah
Gad Norah är en ö i Eritrea. Den ligger i den nordöstra delen av landet, 140 km nordost om huvudstaden Asmara. Arean är 0,98 kvadratkilometer.
Terrängen på Gad Norah är mycket platt. Öns högsta punkt är 8 meter över havet. Den sträcker sig 1,3 kilometer i nord-sydlig riktning, och 1,0 kilometer i öst-västlig riktning.